# 京都インターナショナルスクール
京都インターナショナルスクール（Kyoto International School、KIS）は京都府京都市にある英語によるインターナショナル・スクール。
第二次世界大戦後に連合国軍の駐留する京都府立植物園にあったアメリカンスクールが1957年に閉校し、代わりとして宣教師の子供に始めた教育が前身である。翌年からKyoto Christian Day Schoolの校名で学校の整備が進み、1966年に現校名に変わった。1997年に元京都市立聚楽小学校へ移転した。
2歳から第8学年までの生徒が在籍する、WASC（ウエスタン・アソシエーション・オブ・スクールズ・アンド・カレッジズ）と国際バカロレアの認定校である。12歳以下を対象とした英語学習のための土曜学校も開いている。
2008年から2012年には青森県六ヶ所村のインターナショナル・スクールの運営を青森キャンパスとして受託していた。